# Ratpenat llengut d'Ega
El ratpenat llengut d'Ega (Scleronycteris ega) és una espècie de ratpenat de la família dels fil·lostòmids. Viu al sud de Veneçuela i al nord-oest del Brasil. És l'única espècie del gènere monotípic Scleronycteris.